# Hypobryon bicolor
Hypobryon bicolor är en svampart som beskrevs av Döbbeler 1983. Hypobryon bicolor ingår i släktet Hypobryon, klassen Dothideomycetes, divisionen sporsäcksvampar och riket svampar.   Inga underarter finns listade i Catalogue of Life.